# Alpiner Skieuropacup 1992/93
Gesamt- und Disziplinenwertungen der Saison 1992/1993 des Alpinen Skieuropacups.

## Europacupwertungen

### Gesamtwertung
| Rang | Name                 | Land       | Punkte |
| ---- | -------------------- | ---------- | ------ |
| 1    | Marcel Sulliger      | Schweiz    | 108    |
| 2    | David Pretot         | Schweiz    | 100    |
| 3    | Luca Pesando         | Italien    | 094    |
| 4    | Alessandro Fattori   | Italien    | 092    |
| 4    | Helmut Mayer         | Österreich | 092    |
| 6    | Hans Knauß           | Österreich | 091    |
| 6    | Patrick Staub        | Schweiz    | 091    |
| 8    | Fredrik Nyberg       | Schweden   | 087    |
| 9    | Siegfried Voglreiter | Österreich | 080    |
| 100  | Massimo Zucchelli    | Italien    | 078    |

| Rang | Name                     | Land               | Punkte |
| ---- | ------------------------ | ------------------ | ------ |
| 1    | Kristina Andersson       | Schweden           | 118    |
| 2    | Christina Riegel         | Österreich         | 114    |
| 3    | Sophie Lefranc-Duvillard | Frankreich         | 108    |
| 4    | Hilde Gerg               | Deutschland        | 106    |
| 5    | Karin Köllerer           | Österreich         | 097    |
| 6    | Barbara Raggl            | Österreich         | 088    |
| 7    | Renate Götschl           | Österreich         | 087    |
| 8    | Kristina Koznick         | Vereinigte Staaten | 082    |
| 9    | Martina Koschuttnigg     | Österreich         | 081    |
| 100  | Eleonore Richon          | Frankreich         | 080    |

### Abfahrt
| Rang | Name               | Land       | Punkte |
| ---- | ------------------ | ---------- | ------ |
| 1    | David Pretot       | Frankreich | 66     |
| 2    | Ludwig Sprenger    | Italien    | 65     |
| 3    | Alessandro Fattori | Italien    | 42     |
| 4    | Josef Strobl       | Österreich | 35     |
| 5    | Michael Haas       | Österreich | 34     |

| Rang | Name                | Land       | Punkte |
| ---- | ------------------- | ---------- | ------ |
| 1    | Eleonore Richon     | Frankreich | 58     |
| 2    | Alessandra Merlin   | Italien    | 41     |
| 3    | Linda Ydeskog       | Schweden   | 37     |
| 4    | Monika Kogler       | Österreich | 35     |
| 5    | Veronika Stallmaier | Österreich | 32     |

### Super-G
| Rang | Name               | Land       | Punkte |
| ---- | ------------------ | ---------- | ------ |
| 1    | Marco Hangl        | Schweiz    | 55     |
| 2    | Patrick Wirth      | Österreich | 51     |
| 3    | Alessandro Fattori | Italien    | 50     |
| 4    | Marcel Sulliger    | Schweiz    | 49     |
| 5    | Fredrik Nyberg     | Schweden   | 35     |

| Rang | Name                     | Land        | Punkte |
| ---- | ------------------------ | ----------- | ------ |
| 1    | Sophie Lefranc-Duvillard | Frankreich  | 45     |
| 2    | Christina Meier-Höck     | Deutschland | 32     |
| 3    | Leïla Piccard            | Frankreich  | 25     |
| 4    | Mélanie Turgeon          | Kanada      | 23     |
| 5    | Martina Koschuttnigg     | Österreich  | 21     |

### Riesenslalom
| Rang | Name              | Land       | Punkte |
| ---- | ----------------- | ---------- | ------ |
| 1    | Luca Pesando      | Italien    | 94     |
| 2    | Helmut Mayer      | Österreich | 92     |
| 3    | Massimo Zucchelli | Italien    | 75     |
| 4    | Hans Knauß        | Österreich | 62     |
| 5    | Hans Pieren       | Schweiz    | 59     |

| Rang | Name                     | Land        | Punkte |
| ---- | ------------------------ | ----------- | ------ |
| 1    | Sabina Panzanini         | Italien     | 72     |
| 2    | Kristina Andersson       | Schweden    | 68     |
| 3    | Barbara Raggl            | Österreich  | 67     |
| 4    | Sophie Lefranc-Duvillard | Frankreich  | 63     |
| 5    | Kerstin Riediger         | Deutschland | 61     |

### Slalom
| Rang | Name                   | Land       | Punkte |
| ---- | ---------------------- | ---------- | ------ |
| 1    | Patrick Staub          | Schweiz    | 85     |
| 2    | Niklas Nilsson         | Schweden   | 68     |
| 3    | Oliver Künzi           | Schweiz    | 67     |
| 4    | Markus Eberle          | Österreich | 52     |
| 5    | Konrad Kurt Ladstätter | Italien    | 51     |

| Rang | Name             | Land               | Punkte |
| ---- | ---------------- | ------------------ | ------ |
| 1    | Christina Riegel | Österreich         | 114    |
| 2    | Hilde Gerg       | Deutschland        | 086    |
| 3    | Kristina Koznick | Vereinigte Staaten | 082    |
| 4    | Karin Köllerer   | Österreich         | 068    |
| 5    | Monika Käslin    | Schweiz            | 061    |